# Světlá Hora
Světlá Hora là một làng thuộc huyện Bruntál, vùng Moravskoslezský, Cộng hòa Séc.